# Bodo Sommer
Bodo Sommer (* 17. Oktober 1952 in Gommern; † 22. Juli 2022) war ein Fußballspieler in der DDR-Oberliga, der höchsten Fußballklasse in der DDR. Er spielte dort für den 1. FC Magdeburg, mit dem er 1972, 1974 und 1975 Meister wurde.

## Karriere
1968 aus dem Nachwuchs der BSG Aktivist Gommern gekommen, bestritt Sommer sein erstes Pflichtspiel für die erste Mannschaft des 1. FC Magdeburg mit 18 Jahren am 13. Dezember 1970 in der Pokalbegegnung 1. FCM – FC Carl Zeiss Jena II (4:0). Sein Debüt in der Oberliga gab er erst ein Jahr später am 4. Dezember 1971 beim 2:0-Sieg der Magdeburger beim 1. FC Union Berlin. In dieser Saison kam der 1,76 m große Sommer nur in zwei Oberligapunktspielen zum Einsatz, gehörte damit aber zum Meisterteam 1971/72. Auch in der folgenden Saison war seine Einsatzrate in der Oberliga mit nur vier Punktspielen gering, er verpasste auch den Pokalgewinn seiner Mannschaft am 1. Mai 1973, weil er im Endspiel gegen den 1. FC Lokomotive Leipzig nicht eingesetzt wurde. Mit fünf Punktspielen kam Sommer in der Saison 1973/74 mit der erneuten Meisterschaft zu seinem zweiten Titel. Am Triumphmarsch des FCM durch den Wettbewerb des Europapokals der Pokalsieger 1973/74, der mit dem Pokalgewinn endete, war Sommer überhaupt nicht beteiligt. Dafür hatte er 1974/75 mit 14 Punktspieleinsätzen seine beste Saison, die er mit dem dritten Meisterschaftsgewinn krönen konnte. Seine letzte Spielzeit in Magdeburg bestritt Sommer 1976/77, in der er noch einmal neun Erstligaspiele absolvierte. Sein letztes Pflichtspiel war am 21. Mai 1977 wieder das Oberligapunktspiel 1. FC Union Berlin – 1. FC Magdeburg, das diesmal 1:1 endete.
Zwischen 1970 und 1977 war Bodo Sommer in 53 Pflichtspielen der ersten Mannschaft eingesetzt worden, es waren 45 Punktspiele, sechs nationale und zwei internationale Pokalspiele. Als Verteidiger aufgeboten, gelang ihm nur ein Tor in den Punktspielen.
Mit Beginn der Fußballsaison 1977/78 wechselte Sommer im Alter von knapp 25 Jahren zur BSG Motor Babelsberg, für die er ein Jahr in der zweitklassigen DDR-Liga spielte. Danach wechselte er für zwei Jahre zur BSG Nord Torgelow, mit der er 1979 Bezirksmeister Neubrandenburg wurde und in die DDR-Liga aufstieg. 1980 kehrte er nach Babelsberg zurück, wo er 1981 Bezirksmeister Potsdam wurde und erneut in die DDR-Liga aufstieg. 1983 wurde er Mannschaftskapitän und 1986 beendete er in Babelsberg endgültig  seine Fußball-Laufbahn.